# Anton Bussy von Mignot
Graf Anton Franz Amand Maria Bussy von Mignot (* 10. September 1755 in Châtelard in Beaujolois; † 10. April 1804 in Brünn) war k. k. Generalmajor und Ritter des Maria-Theresia-Ordens.

## Herkunft
Seine Eltern waren Louis Mignot de Bussy (1722–1776) und dessen Ehefrau Antoinette Marie Nicole de Bussières (1725–1782).

## Leben
Er ging in französische Dienste, war acht Jahre Unterleutnant der Carabiniers, dann 10 Jahre Rittmeister und zwei Jahre Major im Dragoner-Regiment Lorraine. Er war Gegner der französischen Revolution und wurde am 1. Juni 1791 Inhaber und Kommandeur des Regiments Chevaliers-dragons de la couronne, das in der Emigranten-Armee diente.
Er wechselte schon August 1792 in kaiserlich österreichische Militärdienste. Dort wurde er Oberst des seinen Namen führenden Jägerkorps zu Pferd. Er zeichnete sich bei zahlreichen Gefechten in Deutschland aus. Am 11. Mai 1799 mit Rang vom 5. Mai 1799 wurde er zum Generalmajor befördert. Er kam zur Armee nach Italien und zeichnete sich dort bei der Belagerung von Coni aus.
Am 10. April 1800 im Gefecht bei Varraggio an der Riviera di Genova kommandierte er die Vorhut und schlug einen fünfmal stärkeren Feind. Auch im Gefecht am Monte Lodrino (15. April) sowie der Schlacht bei Marengo (14. Juni 1800) war er beteiligt.
Bei den Kämpfen in und um Vicenza, vom 5. bis 9. Januar 1801 konnte er sich trotz ungünstiger Stellung gegen einen überlegenen Feind behaupten. Er konnte sich trotz der mit Flüchtlingen gefüllten Straßen aus Vicenza zurückziehen und am nächsten Tag die Stadt zurückerobern. Dafür erhielt er das Ritterkreuz des Maria-Theresia-Ordens.
Nach dem Krieg wurde er als Brigadekommandeur nach Brüx in Böhmen und dann nach Kremsier. 1801 wurde das Jägerregiment Bussy aufgelöst. Dafür erhielt er das Dragoner-Regiment Modena das aber auch schon 1802 aufgelöst wurde, als Ersatz wurde er nun zweiter Inhaber des Infanterie-Regiments Nr. 35 (Modena).
Er starb aber schon am 10. April 1804.

## Familie
Bussy heiratete am 12. Dezember 1780 Françoise Charlotte de Gayardon de Fenoyl (1760–1820). Das Paar hatte einen Sohn:
- Markus Laurenz (* 20. September 1796; † 17. April 1862) ⚭ 1821 Katharina von Bartenstein (* 2. August 1803; † 17. April 1862)[3], Tochter von Anton von Bartenstein († 1831)